# Bilew
Bilew (prononciation [ˈbilɛf]) est un village de la gmina de Sędziejowice, du powiat de Łask, dans la voïvodie de Łódź, situé dans le centre de la Pologne.

## Géographie
Il se situe à environ 6 kilomètres à l'ouest de Łask (siège du powiat) et 37 kilomètres au sud-ouest de Łódź (capitale de la voïvodie).

## Administration
De 1975 à 1998, le village était attaché administrativement à l'ancienne voïvodie de Sieradz.

Depuis 1999, il fait partie de la nouvelle voïvodie de Łódź.